# Phyllobacteriaceae
Phyllobacteriaceae – rodzina bakterii z rzędu Rhizobiales. Najbardziej powszechnym rodzajem z tej rodziny jest Mesorhizobium który obejmuje niektóre rizobia.
W skład rodziny wchodzi 11 rodzajów:
- Aminobacter
- Aquamicrobium
- Chelativorans
- Defluvibacter
- Hoeflea
- Mesorhizobium
- Nitratireductor
- Phyllobacterium
- Pseudahrensia
- Pseudaminobacter
- Thermovum